# رامو
رامو (به ترکی استانبولی: Ramo) یک مجموعهٔ تلویزیونی ترکی در ژانر ملودرام، اکشن و جنایی به نویسندگی یلماز شاهین و کارگردانی یایز آلپ آکایدین در فصل نخست و محمت چاتای توسون در فصل دوم است. پخش این مجموعه تلویزیونی از ۱۴ ژانویه ۲۰۲۰ در کانال شو تی‌وی آغاز و پس‌ از ۲ فصل در ۱۶ آوریل ۲۰۲۱ به پایان رسید.

## خلاصه داستان
۱. رامو، فرزند «پدری‌دادخواه» به نام «عبدالرحمن کایا» است که بر سرِ زمینِ کشاورزی، مشغولِ کِشت و زراعت پنبه است و برای «رُئسای ستم‌پیشه»ای همچون «سلیمان و چنگیز یلدریم» کار می‌کند. سلیمان و چنگیز، به فرمان رئیس بزرگترشان «جهانگیر حان‌لی/ خان‌لی» که ملقب به «پادشاه استانبول» است، پدر رامو را تنها به سبب دادخواهی‌‌، آن‌هم در برابر چشم همگان و خانواده‌اش در دستگاه خرمن‌کوب می‌اندازند تا پندی برای دیگران شود. رامو که در آغاز نوجوانی به سر می‌بَرَد و شاهد این جنایت و رخداد دردناک بوده، همراه مادر، «برادر بزرگترش: حسن» و «خواهر کوچکترش: فاطوش»، به سرای عمویشان «اسماعیل کایا»، در شهر آدانا نقل مکان می‌کنند؛ خاندان کایا، به کار فروش بنزین می‌پردازند تا جایی‌که ملقب به «پُمپاژی‌ها یا بنزین‌چی‌ها» می‌شوند. پس از گذر چندین‌سال، راموی جوانمرد، بر آن می‌شود تا انتقام خون پدر دادخواهش را با نزدیک‌شدن به رئیسِ شهر یا پاترونِ آدانا یعنی «چنگیز یلدریم» بگیرد. در این هنگام، رامو و سیبل (دختر چنگیز یلدریم)، دلباخته‌ یکدیگر می‌شوند، به گونه‌ای که رامو در جایگاه بادیگارد شخصی، بارها و بارها، جان سیبل را از خطر و کشته‌شدن نجات می‌دهد؛ رامو نزد مردمِ شهر به «دست راست چنگیز یلدریم» و نیز به جوانمردی مشهور می‌شود ولی رامو در همین‌زمان، متوجه تمامیِ کارهای غیر قانونی و خلاف چنگیز، نیز هست؛ تا روزی که رامو مجبور می‌شود برای نجات جان نزدیک‌ترین دوستش «بوز»، چنگیز یلدریم را کشته و از میان بردارد؛ او تصمیم می‌گیرد که برای احیای "عدالت" رئیس یا «پاترون» شهر آدانا شود.
فصل نخست (برای جلوگیری از فاش‌نشدن این سریال، شرحی بسیار کوتاه درباره‌ی نخستین‌فصل  داده شده است.)
۲. در سالیانِ پیشِ رو، راموی آزموده، پخته، خردمند و مدبّر، روز به روز قدرتمندتر شده و بر آن می‌شود به «جان‌فدایان و میهن‌پرستان: "به ترکی استانبولی: Serdengeçti به معنای از جان گذشتگان» استانبول و کشور ترکیه بپیوندد تا بدینسان و به یاری تک‌تک میهن‌پرستان، پاترون‌های بی‌دادگر میهنش را یافته و «_سیستم فاسد_ و آن اهریمن‌سرشتان» را از «درون»، نابود و متلاشی کرده و روشنا و نیکی را بر تمامی سیاهی‌ها و بدی‌ها چیره سازد. فصل دوم

## گفتاورد
۱. رامو: «من: رمضان کایا، پسر "عبدالرحمن کایا" ملقب به «رامو اهل آدانا: به ترکی استانبولی: Adanalı RAMO، به تو و کسانی همانند تو (منظور با بزرگترین پاترون یا جنایتکارترین پاترون است) یاد دادم از انسانهای نیک‌سرشت بترسید.» قسمت چهلم-Final
۲. رامو به سیبل: «در این دنیا، محکم‌ترین رابطه برای من، "نخ پنبه‌ای" است. انسان، اگر از ژرفای دل، کسی را دوست داشته باشد، باید با نخ پنبه‌ای به معشوق، دل‌ ببندد و همه‌ی عمر تلاش کند تا هرگز این نخ نازک از هم گسیخته نشود.» نخستین‌قسمت و قسمت بیست و نهم
۳. پاترون بزرگ (پروفسور مخفی فیزیک) به رامو: «نیوتون در قانون حرکت میگوید: هر کنشی، یک واکنش مثبت و یک واکنش منفی دارد. من آدم بسیار دقیقی هستم.»
رامو به پاترون بزرگ (پروفسور مخفی فیزیک): «نکنه می‌خواستی پروفسور بشی، ولی رتبه‌ات نرسید و آدم‌کُش شدی! بگذار بهت یک درس زندگی یاد بدم، این رو توی اون دفتر یادداشتت بنویس: یک روز وقتی توی مغزت شلیک شد، متوجه نمیشی گلوله از کجا اومده! چون حرکت گلوله از حرکت صوت سریع‌تره» قسمت سی و سوم
۴. رامو به پسرعموی "جان‌فدا": «نا امید نشو! ما هرگز تسلیم نمی‌شیم! پا پس کشیدن در شخصیت ما نیست! باید بلند شی و پایدار بمونی! به شرفم سوگند می‌خورم، شاهین "جان‌فدا" اگر یک‌بار کشته شد، اون جنایتکارها هزاربار می‌میرند. تا هنگامیکه اون سه بی‌شرف رو ریشه‌کن نکنم، زندگی برای من حرومه.» قسمت چهلم-Final
۵. استاد تزر «بانوی نابینای پروفسور فیزیک» به رامو: «داشتیم به اختراع بسیار تازه‌ای دست می‌یافتیم. اگر مانع ما نمی‌شدند الان همه چیز متفاوت‌تر می‌شد. آن جنایت‌پیشگان، همه‌ی همکارانم را در یک سقوط عامدانه‌ی هواپیما به قتل رساندند.» قسمت سی و هفتم
۶. استاد تزر «بانوی نابینای پروفسور فیزیک» به رامو: «با نابود کردن پاترونهای بزرگ نمی‌توانید «سیستم» را نابود کنید! سیستمی که به میلیاردها دلار پول وابسته است با کشتن چند نفر که در یک روز می‌میرند، نابود نمی‌شود. من می‌دانم با یک ضربه خارجی، نمی‌شود سیستم را سرنگون کرد. با از بین بردن پاترونهای بزرگ فقط مدت کوتاهی جای آنها خالی و به مرور زمان، پر می‌شود. لازم: درون است. ستونهای این سیستم بسیار پرقدرت ساخته شده. سیستم آنها را از درون نابود کن رامو و سپس نظم را جایگزین آن ساز!» قسمت سی و هفتم
۷. پاترون بزرگ (Büyük Patron) به رامو: «داری با آتش بازی می‌کنی!
رامو به پاترون بزرگ (Büyük Patron): من، خودِ آتشم!‌ آتش با من گام بر می‌دارد!» قسمت سی و سوم
۸. دوردو بابا به رامو: «در همان جای خودت بمان و همچون خورشید باش رامو! قدرتمند، درخشان و گرم! بگذار (آنها) گِرد تو بگردند و بچرخند. در این راه (منظومه)، همه، مسیر خویش را دیر یا زود پیدا خواهند کرد.» قسمت سوم
۹. صراف «لیدر جان‌فدایان» به رامو: «به من بگو رامو! میهن چیست؟ فقط یک تکه خاک که روی نقشه‌ی جغرافیایی می‌بینی؟!! میهن: «خانواده‌ات است؛ عزیزانت هستند؛ دوستانت هستند؛ همسایگانی‌اند که هر روز بر آنان درود می‌فرستی. «میهن یعنی: لبخند یک کودک.» و تا زمانیکه از بلای اهریمن‌سرشتان، پاک نشود همیشه در خطر است. اکنون به من پاسخ بده رامو! با ما جان‌فدایان هستی؟ آماده‌ای همانند پدرت و لِوَنت در این راه، جانت را فدا کنی؟ رامو به صراف: آماده‌ام.» قسمت بیست و یکم
۱۰. عمه‌فیدان به سیبل: «به وقتش، تمامی دروغ‌ها با راستی از بین می‌رود. عشق، همیشه پیروزست.» آغاز قسمت پانزدهم
۱۱. رامو: «میدان را نباید به شغال‌ها بسپاریم. همه‌ی ناپاکی‌ها را پاک می‌سازیم و سپس (یکی بود، یکی نبود) می‌شویم؛ انسان نیک‌سرشت، همچون نسیم است، باید همانگونه که آمده، رفتن را هم آموخته باشد. پس از بُرد، نوبت ما خواهد شد ولی در «آن-جایگاه» نباید دل بست بلکه باید رها کرد. انسان اگر توان این اراده‌ی بزرگ را داشته باشد، آن هنگام است که پیروز می‌شود.» قسمت شانزدهم
۱۲. صراف به رامو: «خشم‌ات را کنترل کن رامو! وگرنه خشم تو را کنترل می‌کند.» قسمت بیست و یکم
۱۳. صراف به رامو: «چرا انسان از جانش می‌گذرد رامو؟ وقتی جان انسان آنقدر عزیز‌ست، چرا انسان جان‌فدا‌شدن را برمی‌گزیند؟ من می‌خواهم دلیل تو را بدانم!» قسمت بیست و سوم
۱۴. رامو به صراف: «آزمون الهی. مرتکب کژی‌های بسیاری شدم، سوختم، تا بی‌نهایت سوختم، انسان می‌سوزد، ولی دودی ازو بلند نمی‌شود، این‌مهم را دریافتم! انسان بدون مرگ هم می‌تواند بمیرد، به این حقیقت هم رسیدم! سپس از خود پرسیدم: این جسد چه کار می‌کند؟؟!! باک نداشتن از مرگ، یک معنا و مردن، معنایی‌دیگر دارد. من، هم درد و هم درمان را در آزمون الهی یافتم. من برای کسی تغییر نکردم، من برای خویشتنم دگرگون شدم.» قسمت بیست و سوم
۱۵. رامو به جهانگیر (پاترون جنایت‌پیشه و مافیایی استانبول): «از دیدگاه تو، انسان‌های نیک‌سرشت فقط باید بترسند، هر بلایی سرشان بیاید و بانگشان بلند نشود؟ آنها فقط باید اطاعت کنند؟ من نظم تو را فروپاشیدم جهانگیر! به تو آموختم از انسانهای نیک‌سرشت بترسی.» قسمت بیست و هشتم
۱۶. رامو به جهانگیر (پاترون جنایت‌پیشه و مافیایی استانبول): «تو پدر من را کُشتی. فرمان مرگ انسانی را صادر کردی که به هیچکس آسیبی نرسانده و تنها دنبال حقش بود! کسی که "فقط" با عزیزان خودش خوش‌رفتاری کند، نمی‌تواند "انسان خوبی" باشد!» قسمت بیست و هشتم
۱۷. جهانگیر (پاترون جنایت‌پیشه و مافیایی استانبول) به رامو: «من پدر تو را کشتم! من، پدرِ آن زن، که دوست داشتم را هم کُشتم! (منظور با پدر همسرش است.) برای قدرتمند شدن دست به هر کاری زدم. پدر تو مانند "سنگ‌ریزه‌ای" بود که در کفشم افتاده بود، پدر تو، مانند یک "مگس" بود که اطراف گوشم وز-وز می‌کرد، پدر تو "پشه‌ای" بود که می‌خواست روی دستم بنشیند، من هم او را له کردم. حتا چهره‌ی او را به خاطر نمی‌آورم.../ رامو به جهانگیر: «ولی هرگز چهره‌ی مرا فراموش نخواهی کرد!» قسمت بیست و هشتم
۱۸. کوکسال بابا به سیبل: «می‌گویند: فعل پیدا کردن، از دست دادن را هم شامل می‌شود.» قسمت سی و چهارم
۱۹. صراف «لیدر جان‌فدایان» به بویوک پاترون (جنایتکارترین پاترون با سه نام مختلف هورداجی، پروفسور ساواش کاهرامان، علی ندیم آنکارالی): «می‌دانید میان ما و شما چه فرقی وجود دارد؟ شما به خاطر باورتان، انسان‌ها را می‌کُشید و ما به خاطر باورمان، جانمان را فدا می‌کنیم.» قسمت سی و هفتم
۲۰. رامو به جنایتکارترین پاترون (بویوک پاترون: با سه نام مختلف هورداجی، پروفسور ساواش کاهرامان، علی ندیم آنکارالی): «هیچ انسانی نمی‌تواند، بدون مهر، بدون رابطه و بدون ریشه باشد.» قسمت چهلم، Final
۲۱. رامو: «هیچکسی نمی‌تواند مرا با زورگویی وادار به کاری سازد! من، تنها از آهنگ وجدانم و فرمانهای هوشم پیروی می‌کنم.» قسمت دوازدهم
۲۲. کوکسال بابا به رامو: «می‌دانی انسان با چه آزمایش می‌شود رامو؟ با "رنج". رنج، "تنها" یک نشانه‌ی پرسش است. چیزی که باید پاسخ درست آن‌را بیابی آزمایش است. یکی با دارایی و مکنت، یکی با جایگاه و قدرت ولی تو قرار است با جان و جانان به آزمایش کشیده شوی.» قسمت سی و پنجم (بر مزار کوکسال، یادآوری خاطره در افکار رامو)
۲۳. کوکسال بابا به رامو: «دردها برای تو به درمان، دگرگون می‌شود فرزندم.» قسمت سی و پنجم (بر مزار کوکسال، یادآوری خاطره در افکار رامو)
۲۴. صراف «لیدر جان‌فدایان» به رامو: «ما برای فداکردن جانمان تنها یک دلیل داریم.» رامو به صراف: «چه دلیلی؟» صراف به رامو: «عشق. ما برای عشق، هم از جان و هم از جانانمان می‌گذریم. عشق، دلیل هستیِ این جهان است.» قسمت بیست و سوم
۲۵. غزل‌های عاشقانه‌ی سیبل و رامو که با یکدیگر زمزمه می‌کنند:

«گیتی، دگرگون شود هم

رهایت نمی‌کنم

خورشید، خاموش شود هم

رهایت نمی‌کنم

ایمان بیاور

بی‌تو زیستن از نیستی هم

دشوارترست

رهایت نمی‌کنم.

بی‌جان شَوَم هم

رهایت نمی‌کنم.»

قسمت بیست و ششم
۲۶. رامو به سیبل: «... آدمی باید به گونه‌ای زندگی کند، گویی بر آن است تا "تابستان را برای زَمهَریر" یا "زغال را برای آتشِ فروزنده‌ی اخگر" بیان کند.» قسمت بیست و ششم
۲۷. رامو به سیبل: «تَن آدمی می‌میرد گُل رُزم"Gülü"؛ عشق‌ها نمی‌میرند. عاشقان بهم می‌رسند بهشتِ من.» قسمت سی و دوم (Gülü در فرهنگ واژگان استانبولی به معنای گُل رُز یا گُل سُرخ است.)
۲۸. رامو به سیبل: «گُل رُزم"Gülü"، آنان قدرت نابودی مرا ندارند، تنها یک شانس دارند: اینکه "قلبم" را نشانه بگیرند و از آنجاییکه تو "قلب من هستی"، برای زنده‌ماندن، نباید قلبم را بیابند. تا هنگامیکه تو در امانی، قلب من به تپیدن ادامه خواهد داد.» قسمت چهلم. Final
۲۹. مظهر اصلان: «انسان، آفریده‌ای نیست که یارای تنها‌زیستن را داشته باشد، خانواده داشته باش تا انسانی که دوستت دارد، در را به روی تو بگشاید و اگرنه، مانند سیاره‌ای که منظومه‌اش را گم کرده، مدام گِرد خویش، می‌گَردی و می‌چرخی.» قسمت چهلم. Final
۳۰. سیبل به رامو: «برای رسیدن به این روزهای آکنده از آرامش، نیایش بسیاری انجام دادم.» رامو به سیبل: «ستایش نیکوی فرشتگان، پذیرفته خواهد شد.» قسمت چهلم. Final

## بازیگران و شخصیت‌ها
| بازیگر                                    | شخصیت | نقش          | قسمتها |
| ----------------------------------------- | --- | ------------ | ------ |
| مراد ییلدیریم Murat Yıldırım              | رامو «رمضان» کایا Ramo (Ramazan) Kaya | اصلی         | ۱–۴۰   |
| اسرا بیلگیچ Esra Bilgiç                   | سیبل ییلدریم «سیبل کایا: همسر رامو» Sibel Yıldırım Kaya | اصلی         | ۱–۴۰   |
| ایلکر آکسوم İlker Aksum                   | حسن کایا: «برادر رامو» Hassan Kaya | اصلی         | ۱–۴۰   |
| امره کینای Emre Kınay                     | یک کاراکتر با سه نام مختلف تا به آسانی شناسایی نشود: 1. شریف: معروف به هورداجِی Şerif Hurdacı: در فرهنگ واژگان ترکی استانبولی به معنای نابِکار، هر چیز دور ریختنی یا انسانی با ویژگی‌های خاک‌روبه‌ای است. «ضایعاتی» 2. پروفسور ساواش کاهرامان Professor Savaş KAHRAMAN «پروفسور مخفی فیزیک با کاراکتری بسیار رازآلود» ۳-علی‌ندیم آنکارالِی: نام حقیقی «پاترون بزرگ» به ترکی استانبولی: «بویوک پاترون: Büyük Patron» | اصلی         | ۳۲–۴۰  |
| آتیلا اولگاچ Attila Olgaç                 | یک بازیگر در دو کاراکتر: برادرهای دوقلو: یلدریم و کودرت (قدرت) ملقب به کاپتان: رئیس‌های بزرگ Yıldırım & Captain «پاترون‌های بزرگ»: به ترکی استانبولی: «بویوک پاترون: Büyük Patron» | اصلی         | ۳۳–۴۰  |
| محمت یلماز آک Mehmet Yılmaz Ak            | عضو سازمان مافیا مظهر اصلان: برادر زن جهانگیر حان‌لی و همسر دلبر Mazhar Aslan پاترون بزرگ به ترکی استانبولی: «بویوک پاترون: Büyük Patron» | اصلی         | ۲۲–۴۰  |
| نیشان شیرینیان Nişan Şirinyan             | در ابتدا نیشان شیرینیان به ایفای کاراکتر یلدریم پرداخت و سپس آتیلا اولگاچ، جایگزین این بازیگر شد. یلدریم پاترون بزرگ به ترکی استانبولی: «بویوک پاترون: Büyük Patron» | مکمل         | ۲۹–۳۲  |
| ساجیده تاشانر Sacide Taşaner              | صباحات کایا: «مادر رامو» Sebahat Kaya | حضور افتخاری | ۱–۴۰   |
| اولگون شیمشک Olgun Şimşek                 | جیهانگیر (جهانگیر) حانلی Cihangir Hanlı «ملقب به پادشاه استانبول» | مکمل         | ۱۲–۲۸  |
| شیرین اوتن Şirin Öten                     | *صراف (در فرهنگ واژگان به معنای گوهرشناس است) «لیدر جان‌فدایان» Sarraf | مکمل         | ۲۳–۳۷  |
| موصطفا (مصطفی) یلدران Mustafa Yıldıran    | دوئو: «یار رامو و جان‌فدا» Doğu | مکمل         | ۱۲–۴۰  |
| ایدیل فرات İdil Fırat                     | فیدان کایا: «عمهٔ رامو» Fidan Kaya | مکمل         | ۱–۲۳   |
| افسانه اودا Efsane Odağ                   | عافِت کایا: «زن‌برادر رامو» Afet Kaya عافِت «Afet» به زبان ترکی استانبولی به معنای بخشش و بخشنده است. | مکمل         | ۱–۴۰   |
| وُلکان یوسون‌لو Volkan Yosunlu              | دوئان کایا: «پسر عموی رامو و جان‌فدا» Doğan Kaya | مکمل         | ۱–۴۰   |
| گورور (غرور) چیچک‌اوئلو Gurur Çiçekoğlu    | شاهین کایا: «پسر عموی رامو و جان‌فدا» Şahin Kaya | مکمل         | ۱–۳۹   |
| دوئو جان Doğu Can                         | آراپ: Arap «یار رامو و جان‌فدا» | مکمل         | ۱–۳۹   |
| یونوس امره ترزی‌اوئلو Yunus Emre Terzioğlu | حشمت: «یار رامو و جان‌فدا» Heşmet | مکمل         | ۱۲–۴۰  |
| گوکمن کاسابالِی Gökmen Kasabalı            | جودت: «یار رامو و جان‌فدا» Cevdet | مکمل         | ۲۱–۳۰  |
| اییت اوزشنر Yiğit Özşener                 | یاووز گورکان: «عضو سازمان مافیا» Yavuz Gürkan | مکمل         | ۱–۲۶   |
| دِوریم اوزکان Devrim Özkan                 | دکتر نهیر حان‌لی Nehir Hanlı «دختر جیهانگیر حان‌لی» | مکمل         | ۱۲–۳۹  |
| محمت آکیف اوزدمیر Mehmet Akif Özdemir     | کوکسال: «پدر دوئو و یار رامو» Köksal | مکمل         | ۱۲–۳۴  |
| گالیپ اردل Galip Erdal                    | فیکو: «عضو سازمان مافیا» Fiko | مکمل         | ۱۴–۴۰  |
| سلیم اردوئان Selim Erdoğan                | کورکوت آتماجا: «عضو سازمان مافیا» Korkut Atmaca | مکمل         | ۲۹–۴۰  |
| سیتاره (ستاره) آکباش Sitare Akbaş         | دیلبر (دلبر): «همسر مظهر اصلان» Dilber | مکمل         | ۳۱–۳۹  |
| بارِش کِشلاک Barış Kışlak                   | جبار: یار رامو «چشم و گوش رامو در استانبول برای برقراری نظم و انتظام» Cabbar | مکمل         | ۲۹–۳۶  |
| بوراک شافاک Burak Şafak                   | گوری Guri | مکمل         | ۱۲–۴۰  |
| اِی‌لول توروس Eylül Toros                   | گیزَم: «خواهر سیبل» Gizem Yıldırım | مکمل         | ۳۰–۳۴  |
| گُزده کایا Gözde Kaya                      | نادیا: «همسر واسیلی کاندینسکی» Nadia | مکمل         | ۲۳–۲۸  |
| پلین کورموکچو Pelin Körmükçü              | آحسن حانلی: «همسر جیهانگیر حان‌لی» Ahsen Hanlı | مکمل         | ۱۲–۲۸  |
| یاکوپ (یعقوب) تورگوت Yakup Turgut         | بوران: «عضو سازمان مافیا» Boran | مکمل         | ۲۷–۳۸  |
| لیلا کادر ایلهان Leyla Kader İlhan        | نریمان کایا: «زن‌عموی رامو» Neriman Kaya | مکمل         | ۱–۲۷   |
| یاشار آیدِنلِی‌اوئلو Yaşar Aydınlıoğlu       | کورشات کزل: «عضو سازمان مافیا» Kurşat Kızıl | مکمل         | ۱۲–۱۶  |
| جوهر حیکمت گوزل Cevher Hikmet Güzel       | چیلینگیر: «کلیدساز» Çilingir | مکمل         | ۲۵–۲۶  |
| هاکان گرچک Hakan Gerçek                   | کمیسر ماهیر Baş Komiser Mahir | مکمل         | ۱۲–۲۴  |
| نظمی آک‌یوز Nazmi Akyüz                    | کمیسر فرات Komiser Fırat | مکمل         | ۱۱–۲۴  |
| محمت سائیت ارگنچ Mehmet Sait Ergenç       | جوجه‌تیغی: «کرپی: Kırpi» | مکمل         | ۱–۱۸   |
| Onur Cavit İdin اُنور جاویت آیدین          | Василий Кандинский Wassily Kandinsky واسیلی کاندینسکی: «عضو سازمان مافیای روسیه، همسر نادیا» | مکمل         | ۲۳–۲۴  |
| ردوان اولوداسدمیر Rıdvan Uludasdemir      | متین کرات‌لی: برادر جمیل «Metin Kıratlı» | مکمل         | ۳۳–۳۸  |
| Mustafa Cankılıç موصطفا جانکلچ            | Anar Dadaşov: آنار داداشُف «عضو سازمان مافیای آذربایجان» | مکمل         | ۳۵–۳۷  |
| بورا جنگیز Bora Cengiz                    | تانر حان‌لی: «پسر جیهانگیر» Taner Hanlı | مکمل         | ۱۲–۱۳  |
| هاکان تولگا پولات Hakan Tolga Polat       | وهاپ: «عضو سازمان مافیا» Vahap | مکمل         | ۱۳–۱۴  |
| مرجان اجه یِلماز Mercan Ece Yılmaz         | فاطُوش دختر فاطوش Çocuk Fatoş | بازیگر کودک  | ۱۲–۴۰  |
| زینپ‌ناز کاساپ Zeynep Naz Kasap            | چیچِک Çiçek دختر دلبر | بازیگر کودک  | ۳۱–۳۹  |
| باران دمیر Baran Demir                    | پیره: «یار جبار» Pire: (در فرهنگ واژگان استانبولی به معنای کَک است) | بازیگر کودک  | ۲۹–۳۷  |
| امره ارچیل Emre Erçil                     | آلپای: «عضو سازمان مافیا» Alpay | مکمل         | ۳–۱۳   |
| جمره بایسل Cemre Baysel                   | فاطُوش «فاطما کایا»: «خواهر رامو» Fatoş | مکمل         | ۱–۱۱   |
| گورکم سویندیک Görkem Sevindik             | بوز Boz | مکمل         | ۱–۱۱   |
| روزگار آکسوی Rüzgar Aksoy                 | حالف «Halef» | مکمل         | ۱–۱۱   |
| هاکان سالِن‌مِش Hakan Salınmış               | سولیمان (سلیمان): «پدربزرگ سیبل» Süleyman | مکمل         | ۲–۱۱   |
| مجیت کوپر Macit Koper                     | دوردو بابا Durdu Baba | مکمل         | ۱–۱۱   |
| اکین تورکمن Ekin Türkmen                  | مریم Meryem | مکمل         | ۱۰–۱۱  |
| ایلهان شن İlhan Şen                       | نجو (نجاتی ییلدریم): «برادر سیبل» Neco | مکمل         | ۱–۱۱   |
| دنیز گورزومر Deniz Gürzumar               | بوجور: «هم‌محله و دوست رامو» Bücür | مکمل         | ۱–۱۱   |
| ایلکای کایکو İlkay Kayku                  | نسلیهان: «مادر سیبل» Neslihan | مکمل         | ۱–۱۰   |
| آتاکان یاریم دونیا Atakan Yarımdünya      | تانکر: «یار و هم‌محله‌ای رامو» Tanker | مکمل         | ۱–۹    |
| بورجو جاورار Burcu Cavrar                 | جاویدان Cavidan | مکمل         | ۱–۹    |
| هالوک جومرت Haluk Cömert                  | اسماعیل کایا: «عموی رامو» İsmail Kaya | مکمل         | ۱–۶    |
| مرت کوردال Mert Kurdal                    | عبدالرحمن کایا: «پدر رامو» Abdo Kaya | مکمل         | ۱٬۲٬۳  |
| کرم آتابی‌اوئلو Kerem Atabeyoğlu           | چنگیز یلدریم: «پدر سیبل» Cengiz | حضور افتخاری | ۱      |
| Ruhi Sarı روحی سارِی                       | جیحان کوش: «برادر سیحان کوش» | میهمان       | ۳–۶    |
| Ayça Koptur آیچا کوپتور                   | Feraye: «مادر حالف» (Cino-جینو: حالف در کودکی) | میهمان       | ۷–۱۰   |
| Güney Yalaz گونی یالاز                    | صراف: لیدر جان‌فدایان که «از جانش برای راموی دلاور گذشت.» | میهمان       | ۲۱     |
| Önder Selen اُندر سلن                      | وادیم: «عضو سازمان مافیای روسیه» Vadim «پدر واسیلی» | میهمان       | ۲۵–۲۹  |
| بوراک دمیر Burak Demir                    | جمیل کرات‌لی Cemil Kıratlı | میهمان       | ۳۳–۳۶  |
| Hamza Şahin حمزا شاهین                    | محافظ مخفی مادر دوئو | میهمان       | ۳۶–۳۷  |
| Hülya Gülşen هولیا گولشَن                  | استاد تزر: بانوی نابینای پروفسور فیزیک «جان‌فدا» Professor Tezer Bilen | میهمان       | ۳۷–۳۹  |
| Neriman Uğur نریمان اوئور                 | مادر دوئو: شرمین با نام مخفی جاهده «جان‌فدا» Şermin | میهمان       | ۳۸–۳۹  |
| Renan Bilek رنان بیلک                     | اسلحه‌دار (سلاح‌دار) | میهمان       | ۳۸–۳۹  |

## انتشار
| فصل   | شروع فصل        | پایان فصل     | تعداد قسمت‌ها | سال پخش   | شبکه پخش |
| ----- | --------------- | ------------- | ------------ | --------- | -------- |
| فصل ۱ | ۱۴ ژانویه ۲۰۲۰  | ۲۴ مارس ۲۰۲۰  | ۱۱           | ۲۰۲۰      | شو تی‌وی  |
| فصل ۲ | ۱۸ سپتامبر ۲۰۲۰ | ۱۶ آوریل ۲۰۲۱ | ۲۹           | ۲۰۲۰–۲۰۲۱ | شو تی‌وی  |